# ملكة جمال الأرض 2005
ملكة جمال الأرض 2005، هي مسابقة ملكة جمال الأرض الخامسة في تاريخ مسابقة ملكة جمال الأرض منذ انطلاقتها عام 2001، عقدت المسابقة في 23 أكتوبر 2005 في مدينة كويزون، الفلبين. شارك ما مجموعه 80 مرشحة من جميع أنحاء العالم في هذا الحدث. في ختام المسابقة توجت ألكسندرا براون من فنزويلا ملكة جمال الأرض عام 2005 من قبل حاملة اللقب السابقة، ملكة جمال الأرض 2004 ، بريسيلا ميريليس من البرازيل، وبالمثل صنعت فنزويلا التاريخ عندما أصبحت ثاني الدولة تفوز بجميع مسابقة ملكة الجمال الأربعة الكبرى.

## النتائج

### المراكز النهائية
| النتائج النهائية                  | المتنافسة |
| --------------------------------- | --- |
| ملكة جمال الأرض 2005              | - فنزويلا - ألكسندرا براون |
| ملكة جمال الهواء (الوصيفة الأولى) | - جمهورية الدومينيكان - آميل سانتانا |
| ملكة جمال الماء (الوصيفة الثانية) | - بولندا - كاتارينا بوروفيتش |
| ملكة جمال النار (الوصيفة الثالثة) | - صربيا والجبل الأسود - جوفانا مارجانوفيتش |

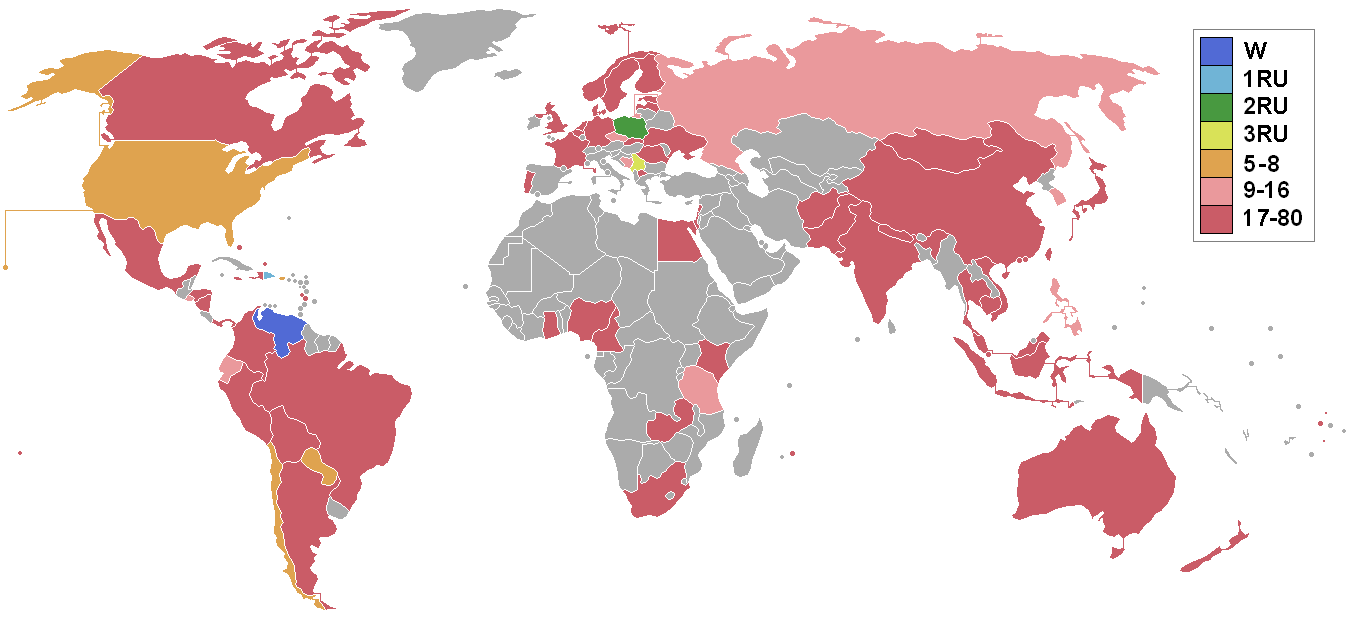
البلدان والأقاليم التي أرسلت المندوبين والنتائج

| أفضل 8                            | - تشيلي - ناتالي تشيليت - باراغواي - تانيا ماريا دومانيكزكي فارغاس - بورتوريكو - فانيسا دي رويد - الولايات المتحدة - أماندا كيميل                                                                                        |
| أفضل 16                           | - البوسنة والهرسك - سانجا سوزنيا - التشيك - زوزانا شتوبانوفكا - الإكوادور - كريستينا يوجينيا رييس - السلفادور - إيرما ديماس - كوريا - هاي مي يو - الفلبين - جينيبيل راغاس - روسيا - تاتيانا ياموفا - تنزانيا - ريما سودي |

## الروابط الخارجية
- موقع ملكة جمال الأرض الرسمي
- مؤسسة ملكة جمال الأرض
- مؤسسة ملكة جمال الأرض أطفال أحب كوكبي